# Vizcondado de Villanueva de Cárdenas

Armas del linaje de Cárdenas.

El vizcondado de Villanueva de Cárdenas fue un título nobiliario español creado por el rey Felipe IV de España el 10 de diciembre de 1656 en favor de Pedro Gómez de Cárdenas y Herrera, señor de Villanueva de Cárdenas (antes Villanueva del Rey).
El 4 de noviembre de 1711 fue elevado por el rey Felipe V de España a la dignidad de condado de Villanueva de Cárdenas.

## Vizcondes de Villanueva de Cárdenas
- Pedro Gómez de Cárdenas y Herrera (c. 1587-1667), I vizconde de Villanueva de Cárdenas, veinticuatro de Córdoba (1611), caballero de la Orden de Calatrava (desde 1626) y seis años después administrador del tesoro en esta Orden, procurador a Cortes por su ciudad (1632 y 1656), corregidor de Guadix, Baza y Almería (1632-1367) y de Toledo (1645).[3]

Casó en primeras nupcias con su prima hermana Juana Francisca de Valdecañas y Herrera, hija de Francisco de Valdecañas y Arellano, oidor de Granada, y su esposa Luisa Fernández de Herrera, hermana de la madre del vizconde.
Casó en segundas nupcias con Inés Alfonso de Armentia y Torreblanca. Le sucedió su hijo mayor:
- Pedro Alfonso Gómez de Cárdenas y Herrera (1643-1718), II vizconde de Villanueva de Cárdenas, caballero de la Orden de Calatrava y veinticuatro de Córdoba.[2]

Casó el 1 de abril de 1660 con su prima hermana María de la Asunción Cárdenas y Armentia, hija mayor de Alonso de Armienta y Cárdenas, caballero de Santiago, y su esposa María Carrillo de Ortega. Le sucedió en el mayorazgo su hija Teresa María (n. 1682).